# Myatelemus trossulus
Myatelemus trossulus är en tvåvingeart som beskrevs av Henry Jonathan Reinhard 1967. Myatelemus trossulus ingår i släktet Myatelemus och familjen parasitflugor. Inga underarter finns listade i Catalogue of Life.